# 日本文藝著作権センター
日本文藝著作権センター（にほんぶんげいちょさくけんセンター、英称:Japan Literary Property Center）は、文芸にまつわる作者の権利を守り、著作権についての普及・啓発を行うことを目的とした特定非営利活動法人である。

## 概要
設立は2003（平成15）年2月。初代理事長は黒井千次。
直接の設立母体は日本文藝家協会だが設立には日本児童文学者協会、日本児童文芸家協会も協力している。事務所は文藝春秋ビル内にある日本文藝家協会の事務所に同居していた。
2003年9月の日本文芸著作権保護同盟の解散に伴い2003年10月から図書館における視覚障害者向けの読み上げ（録音図書）など著作権管理業務の一部を引き継いだ。
2009年解散。業務は現在、公益社団法人日本文藝家協会が引き継いでいる。